# 劉瑄 (景泰二甲進士)
劉瑄（1424年—？），字廷璧，順天府昌平縣人，軍籍，明朝政治人物。進士出身。

## 生平
景泰四年（1453年）順天府鄉試第一百七十七名舉人。景泰五年（1454年）聯捷甲戌科會試第二十三名舉人，殿試登進士第二甲第四十六名。官至直隸滁州知州。

## 家族
曾祖劉德輔。祖父劉福順。父劉敬。